# Copeoglossum aurae
Copeoglossum aurae (великий навітряний сцинк) — вид сцинкоподібних ящірок родини сцинкових (Scincidae). Мешкає на Карибах.

## Поширення і екологія
Великі навітряні сцинки мешкають на Тринідаді і Тобаго, на Гренаді, Сент-Вінсенті і Гренадинах в групі Навітряних островів, а також спостерігалися на півострові Парія у Венесуелі. Вони живуть в тропічних лісах, на узліссях, в кокосових гаях, чагарникових і кактусових заростях.